# Fieldbrook
Fieldbrook – jednostka osadnicza w Stanach Zjednoczonych, w stanie Kalifornia, w hrabstwie Humboldt.